# Libertad de Allende
Libertad de Allende är en ort i Mexiko.   Den ligger i kommunen Centla och delstaten Tabasco, i den sydöstra delen av landet, 700 km öster om huvudstaden Mexico City. Libertad de Allende ligger 4 meter över havet och antalet invånare är 210.
Terrängen runt Libertad de Allende är mycket platt. Havet är nära Libertad de Allende åt nordväst. Runt Libertad de Allende är det ganska glesbefolkat, med 32 invånare per kvadratkilometer. Närmaste större samhälle är Frontera, 4,9 km öster om Libertad de Allende. Trakten runt Libertad de Allende består huvudsakligen av våtmarker.